# 바샤 칸 자드란
바샤 칸 자드란(Bacha Khan Zadran 혹은 Pacha-)은 아프가니스탄의 파슈툰족 군벌이다.
2001년 12월, 자드란은 팍티아주 지사로 지명되었으나 자체 민병대의 지원을 받은 현지 관리들이 그가 주도로 들어와 권력을 장악하는 것을 거부한 후 사임하라는 요구를 받았다. 자드란이 공직에서 물러난 이래, 그의 부대는 미국 특수부대와와 연합하여, 몇몇 군사작전에서 활동하였다. 몇몇 언론 보도에 따르면 자드란의 부하들은 월 200 달러씩을 받았다고 한다. 또한 그들은 자기 영지를 점령, 확보하려고 반복적으로 시도하였다.
카불 정부는 또한 자드란이 여행자들로부터 돈을 뜯기 위해 팍티아와 호스트주에 검문소들을 세웠다고 주장했다. 2003년 12월 1일 그는 파키스탄군에 체포되었다가, 2004년 2월 3일 아프간 관리들에게 인계되었다.